# Conseil européen des 13 et 14 décembre 2018
Le Conseil européen des 13 et 14 décembre 2018 porte principalement sur le budget à long terme de l'UE, les relations extérieures, les migrations et le marché unique. Les dirigeants de l'UE 27 ont discuté du Brexit jeudi et de la zone euro vendredi.

## Brexit
Les dirigeants de l'UE 27 tiennent le 13 décembre une réunion extraordinaire du Conseil européen au format article 50 pour discuter du Brexit. Ils confirment les Conclusions du Conseil du 25 novembre 2018 par lesquelles ils avaient approuvé l'accord de retrait et une déclaration politique, et refusent de les renégocier : « L'Union s'en tient à cet accord et a l'intention de procéder à sa ratification. Il ne peut pas être renégocié »,.
Malgré une bonne volonté affichée par les dirigeants européens, nombreux à dire « on veut aider Theresa May », les Vingt-Sept ont simplement adopté une déclaration commune pour préciser au sujet du filet de sécurité irlandais qu'il s’appliquerait temporairement « tant que, et jusqu’à ce qu’un accord pour une relation future entre l’UE et le Royaume-Uni ne serait pas trouvé », dans l'espoir d'apaiser un peu les craintes de nombreux députés britanniques de voir cette disposition devenir définitive et ainsi entériner des dispositions spécifiques à l'Irlande du Nord, pourtant l'une des quatre nations constitutives du Royaume-Uni.

## Conclusions du Conseil européen
Les Conclusions du Conseil concernent le cadre financier pluriannuel, le marché unique, les migrations et d'autres points, à savoir les relations extérieures, le changement climatique, la sécurité et la défense, la désinformation, la lutte contre le racisme et la xénophobie, et les consultations citoyennes.

## Sommet de la zone euro
Les dirigeants des États de l'Union membres de la zone euro approuvent les propositions figurant dans le rapport préparé par l'Eurogroupe concernant l'approfondissement de l'Union économique et monétaire. Les principales mesures approuvées sont les suivantes :
- Mise en œuvre du filet de sécurité commun du Fonds de résolution unique (FRU) ;
- Réforme du Mécanisme européen de stabilité (MES) ;
- Mesures destinées à renforcer l'union bancaire et l'union des marchés de capitaux :
- Lancement des études en vue de la mise en œuvre d'un instrument budgétaire de convergence et de compétitivité pour la zone euro, première étape vers la mise en place d'un budget de la zone euro.

## Sources

#### Documents officiels
- Secrétariat général du Conseil, Réunion du Conseil européen (13 et 14 décembre 2018) - Conclusions, 14 décembre 2018 (lire en ligne).
- Secrétariat général du Conseil, Réunion du sommet de la zone euro (14 décembre 2018) - Déclaration, 14 décembre 2018 (lire en ligne).

#### Articles
- Florentin Collomp, « Le Brexit de plus en plus incertain », Le Figaro,‎ 13 décembre 2018 (lire en ligne).

## Compléments